# Mułowa Przełęcz

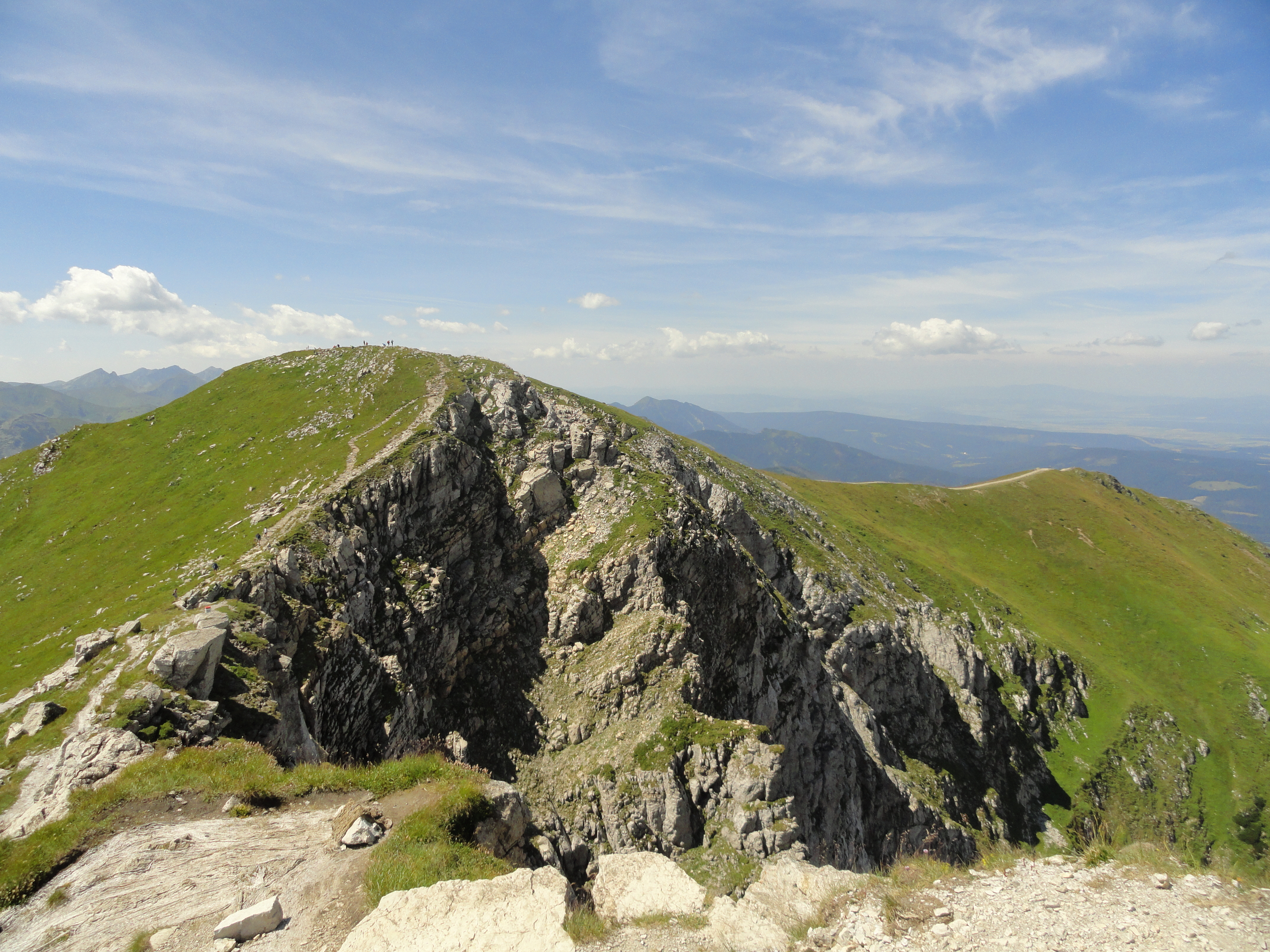
Mułowa Przełęcz mi Ciemniak

Die Mułowa Przełęcz (deutsch Ochsenpass) ist ein Gebirgspass im Süden der polnischen Woiwodschaft Kleinpolen und der Slowakei in der Westtatra (Massiv der Czerwone Wierchy). Der Pass befindet sich in der Gemeinde Kościelisko im Hauptkamm der Tatra und verbindet das Tal Dolina Mułowa (Seitental der Dolina Miętusia) mit dem Tal Tomanowatal im Talsystem der Tichá dolina. Der Pass ist 2067 m ü.N.N. hoch und grenzt an die Gipfel Ciemniak sowie Krzesanica. Der Pass wurde von alters her von Schäfern genutzt. 
Auf den Pass führt ein rot markierter Wanderweg vom Kasprowy Wierch/Świnica ins Tal Dolina Kościeliska. Unterhalb des Passes befinden sich zahlreiche Karsthöhlen, die jedoch nicht öffentlich zugängig sind.